# Younis Bahri

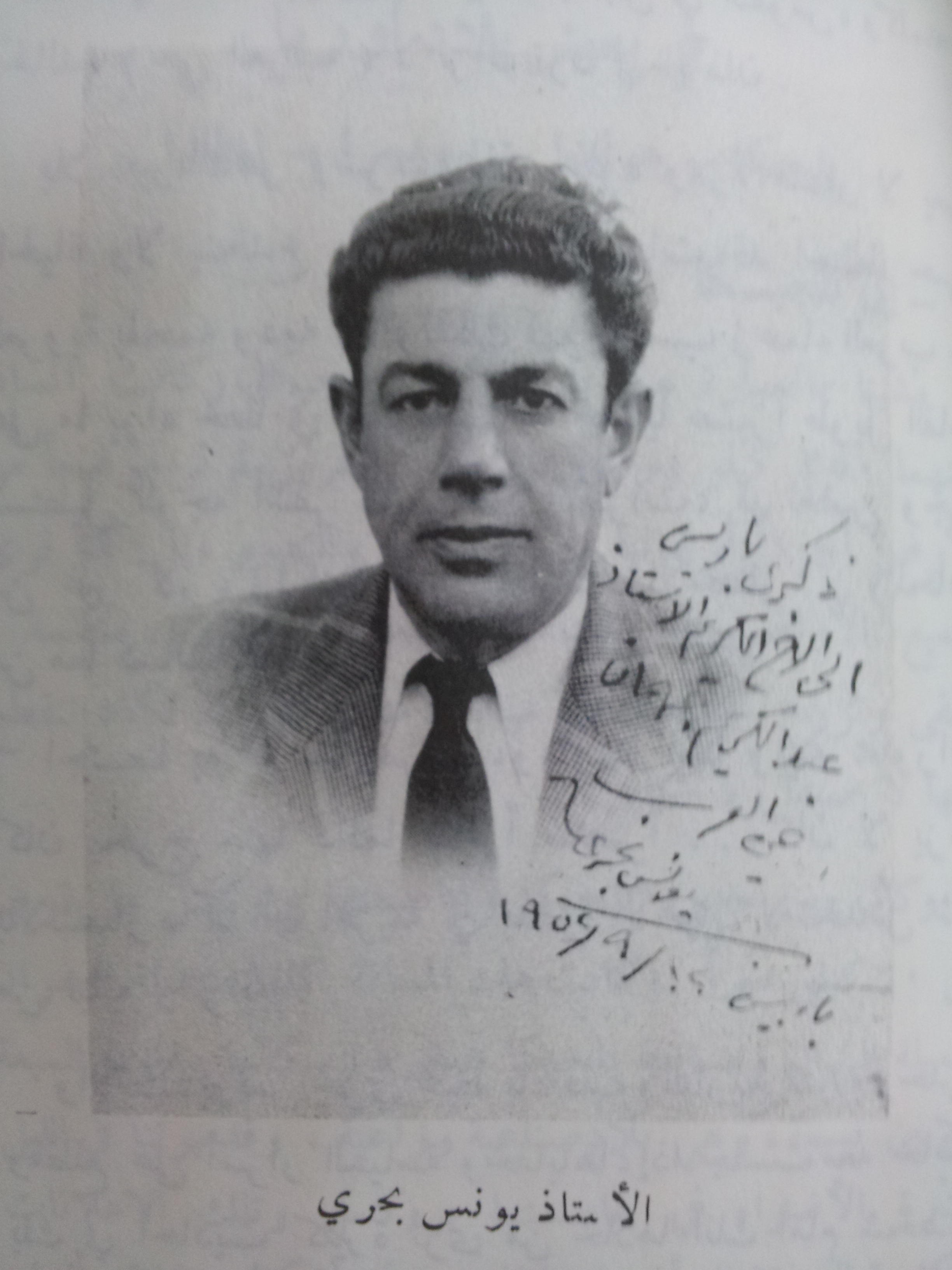
Bahri in Parijs, 1952

Younis Bahri (Arabisch: يونس بحري), volledige naam Younis Saleh Bahri al-Jubouri  (ca. Mosoel, 1903 - Bagdad, 1979) was een journalist, radio-omroeper en schrijver.

## Levensloop
Younis Bahri werd omstreeks 1903 geboren in Mosoel, Irak. Zijn vader beschermde als legerkapitein het postverkeer tussen Istanboel en Mosoel dat toen deel uitmaakte van het Ottomaanse Rijk.
In Bagdad volgt hij een opleiding tot leraar en werkt als ambtenaar op het Ministerie van Financiën. In 1923 wordt hij ontslagen en gaat buitenlandse reizen maken. In 1925 keert hij terug naar Irak en publiceert zijn eerste boek “Iraq today”. Daarna maakt hij opnieuw vele buitenlandse reizen waardoor hij de bijnaam “de Irakese reiziger” krijgt.
In 1929 ontmoet hij in Frankrijk aan de Côte d'Azur de Nederlandse kunstenares Julie van der Veen.
Op 10 oktober 1930 verlooft hij zich in Den Haag met haar. Zij verbreekt de verloving als zij op de Nederlandse ambassade in Parijs hoort dat de vader van Bahri geen gouverneur van Bagdad is geweest, zoals hij had beweerd. 
In 1930 reist Bahri naar Indonesië waar hij in 1931 de Koeweitse schrijver Abdul Aziz al-Rashid ontmoet.  In 1932 richt hij in Indonesië samen met enkele anderen een comité op tot steunverlening aan Indonesische moslims die door de oorlogssituatie gestrand waren in de Hidjaz.
Zelf was Bahri Eerste Secretaris van dit comité.
In 1939 moet hij Irak verlaten omdat hij in een krantenartikel beweert dat de Engelsen (de kolonisator van Irak) schuldig zijn aan de dood van koning Ghazi van Irak bij een auto-ongeluk. Bij een opstand die vervolgens uitbreekt in Mosoel, komt de Engelse consul-generaal om het leven.
De Duitse ambassade in Bagdad zorgt dat Bahri op 5 april 1939 naar Berlijn kan ontsnappen met een Lufthansa-vlucht.
In Berlijn accepteert hij het aanbod om een Arabische radiozender op te zetten om Nazipropaganda te maken gericht op de Arabische wereld. De radio-uitzendingen begint hij consequent met de woorden “Dit is Berlijn. Leve de Arabieren”.
Op 29 december 1939 trouwt hij op de Afghaanse ambassade in Berlijn met Julie van der Veen. Reeds in april 1940 wordt op dezelfde ambassade de scheiding uitgesproken waarna Julie van der Veen terugkeert naar Nederland.
In 1941 krijgt de grootmoefti van Jeruzalem, Mohammad Amin al-Hoesseini de leiding over de Arabische afdeling van Radio Berlijn maar Bahri blijft als radio-omroeper een belangrijke rol spelen.
De berichten van Bahri op Radio Berlijn waren vaak sterk anti-joods en antizionistisch en het is waarschijnlijk dat hij met zijn ophitsende taal een bijdrage heeft geleverd aan de Farhud waarbij in Bagdad in juni 1941 honderden Joden tijdens een pogrom worden vermoord.
Bahri is actief bij Radio Berlijn van 25 april 1939 tot 30 april 1945.. Aan het eind van de oorlog weet Bahri Berlijn te ontvluchten en komt hij via Tunesië in Parijs terecht waar hij de publicatie “Al Arab” verzorgt.
Later vergezelt hij als persadviseur koning Idris I van Libië op zijn reis naar Duitsland.
Tijdens de revolutie van 1958 wordt Bahri gedetineerd in de Abu Ghraib gevangenis in Bagdad.. Na zeven maanden komt hij vrij en publiceert hierover in 1960 zijn herinneringen.
Rondom Younis Bahri bestaan diverse mythes die deels door hemzelf in de wereld zijn gebracht. Zo zou hij met 100 vrouwen getrouwd zijn geweest en 365 kinderen en 1000 kleinkinderen hebben. Ook zou hij, zonder oefening, het Kanaal zijn overgezwommen tijdens een wedstrijd en de eerste prijs hebben gewonnen. Echter, in de officiële lijst van alle personen die het Kanaal zijn overgezwommen, komt hij niet voor. In andere verhalen zou hij de Straat van Gibraltar zijn overgezwommen. Ook op deze lijst komt hij niet voor. Hij zou zestien talen en dialecten hebben beheerst. Hij zou in 1931 Goebbels ontmoet hebben, echter in de dagboeken van Goebbels is hiervan geen bewijs gevonden. Het blijft ook onduidelijk of hij tijdens zijn verblijf in Berlijn in de Tweede Wereldoorlog spion voor de Engelsen is geweest.
Kenmerkend voor Bahri is dat hij met zijn charme en welsprekendheid vele contacten tot in de hoogste kringen weet te leggen maar door zijn giftige tong en onbetrouwbaarheid zichzelf en anderen regelmatig ernstig in moeilijkheden brengt.
Vanaf 1955 publiceert Bahri in Beiroet, Libanon, zijn memoires in het Arabisch in vijf delen. Deze gaan vooral over zijn tijd als radio-omroeper bij Radio Berlijn tijdens de Tweede Wereldoorlog.
De laatste jaren van zijn leven woont hij in Bagdad bij familielid en collega-journalist Nizar Mohammed Zaki. Hij overlijdt in maart 1979 in Bagdad en wordt op kosten van de gemeente begraven op de al-Ghazali begraafplaats.